# Utah Legislature

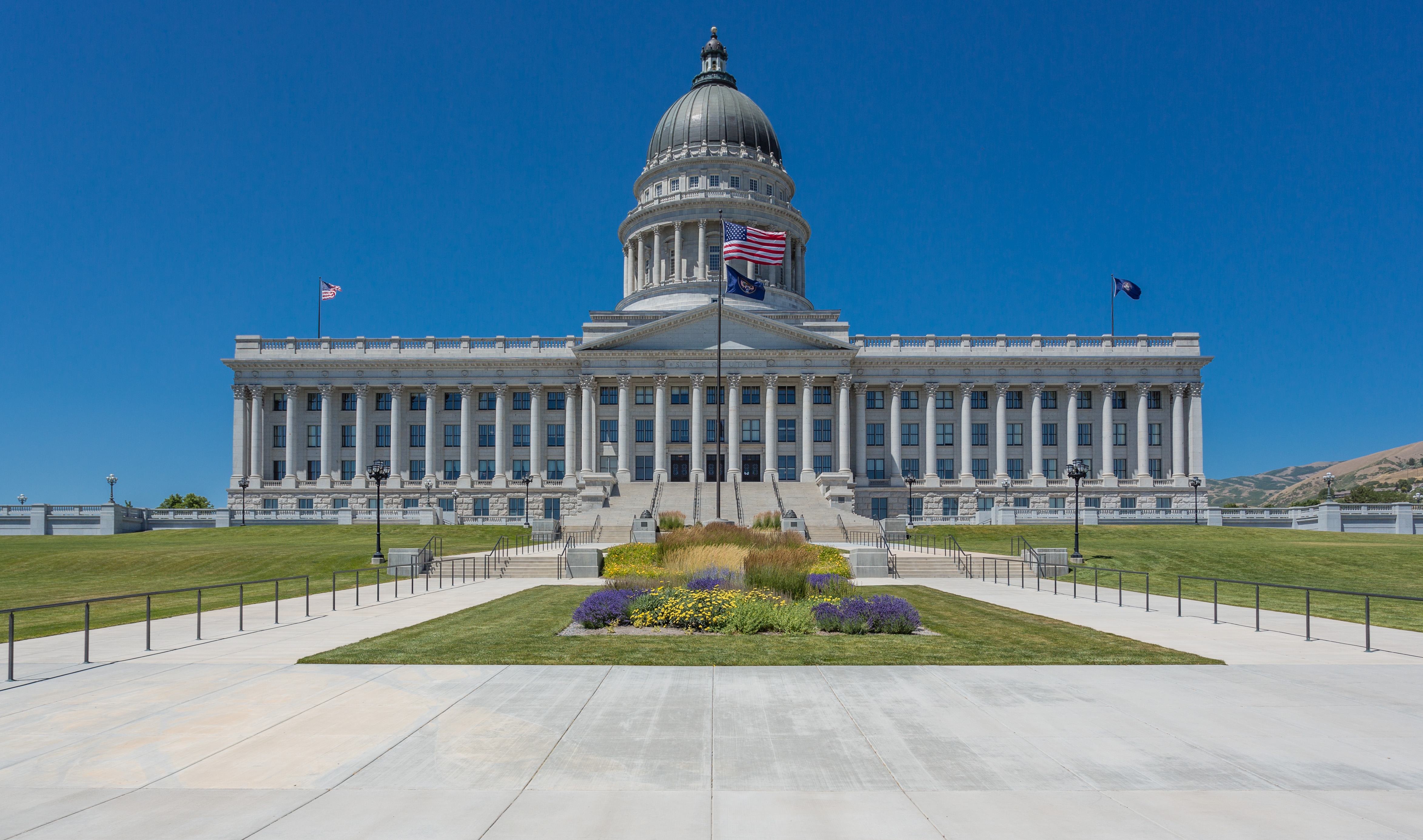
Die Legislature tagt im Utah State Capitol

Die Utah Legislature ist die State Legislature und damit die Legislative des US-Bundesstaats Utah. Sie wurde durch die staatliche Verfassung 1895 geschaffen und besteht aus dem Repräsentantenhaus von Utah, das als Unterhaus fungiert, sowie dem Senat von Utah als Oberhaus. Die Legislature tagt im Utah State Capitol in Salt Lake City, das auch Sitz des Gouverneurs und seines Stellvertreters ist.
Das Repräsentantenhaus besteht aus 75 Mitgliedern, der Senat aus 29. Das Repräsentantenhaus wird für zwei Jahre gewählt. Die Amtszeit der Senatoren beträgt vier Jahre, jeweils die Hälfte des Senats wird gleichzeitig mit dem Repräsentantenhaus gewählt. Der Wahltag fällt mit dem des Bundeskongresses zusammen.
Wählbar sind US-Bürger, die seit mindestens drei Jahren in Utah und mindestens sechs Monate im entsprechenden Wahlbezirk leben, und die im Wählerregister eingetragen sind. Das Mindestalter beträgt für beide Häuser 25 Jahre.
Die National Conference of State Legislatures (NCSL) ordnet die Legislature von Utah als Teilzeitparlament „lite“ ein. Mit einer Vergütung von 285 USD pro Sitzungstag (2020) liegen die Abgeordneten im unteren Bereich der Staatsparlamentarier.